# سيبسالوراس
سيبسالوراس (بالإنجليزية: Cypselurus) من جنس السمك الطائر من فصيلة Exocoetidae

## الأنواع
حالياً يوجد 12 نوع معروف من هذا الجنس 